# Hans Beyer
Hans Anton Beyer, född 23 augusti 1889, död 15 maj 1965, var en norsk gymnast.
Beyer tävlade för Norge vid olympiska sommarspelen 1912 i Stockholm, där han var med och tog guld i lagtävlingen i fritt system. 